# Фторид серебра(II)
Фторид серебра(II) (дифторид серебра) — бинарное неорганическое соединение с химической формулой AgF2, тёмно-коричневые моноклинные кристаллы.

## Получение
Получают фторированием серебра или хлорида серебра молекулярным фтором.

## Свойства
Сильный окислитель. Окисляет воду. В жидком фтороводороде, в присутствии кислот Льюиса, переходит в катионную форму Ag2+, которая является очень сильным окислителем, превосходящим по активности фтор.

## Применение
Применяется в синтезе фреонов, фторорганических соединений, в некоторых неорганических синтезах как сильный фторирующий агент.